# André Paganelli
André Paganelli (São Paulo, 15 de abril de 1972  - São Paulo, 19 de janeiro de 2022) foi um saxofonista, escritor e produtor musical brasileiro.

## Biografia
Iniciou sua carreira de músico em 1998, lançando o disco Espírito & Arte pela gravadora Coluna 7. Com uma longa discografia, Paganelli recebeu várias indicações e prêmios por seus trabalhos, como o Troféu Talento e o Grammy Latino.
O saxofonista foi um dos membros votantes do Grammy Latino, da Ordem dos Músicos do Brasil e da Associação Brasileira de Regentes Arranjadores e Músicos.
No dia 19 de janeiro de 2022, por conta de uma depressão profunda, cometeu suicídio aos 49 anos.

## Discografia
- 1998: Espírito & Arte
- 1999: Espírito & Arte 2
- 2000: Instrumental Praise 3
- 2000: Instrumental de Natal
- 2001: André Paganelli NVI Concert
- 2001: Love by Grace
- 2002: Clássicos do Gospel
- 2003: Caminhando para o Alvo
- 2005: Sax for Christ
- 2005: Meditação
- 2008: Duets
- 2008: Tributo a Israel
- 2009: Livro: O Perfil do Adorador
- 2009: CD/DVD: Live in Concert Amigos
- 2010: Instrumental Praise 8
- 2011: Songbook “Best of André Paganelli”
- 2011: Instrumental KIDS
- 2011: CD/DVD: Duo One day of musicians
- 2012: Perfil
- 2013: Hitmos & Poesias
- 2013: Livro: Da Caverna à Luz